# Jim Lowe
Jim Lowe (* 7. Mai 1923 in Springfield, Missouri; † 12. Dezember 2016 in East Hampton, New York) war ein US-amerikanischer Discjockey, der Mitte der 1950er-Jahre kurzzeitig mit dem Nummer-eins-Hit The Green Door (1956) auch als Popsänger bekannt war. In Deutschland wurde der von ihm komponierte Countryhit Gambler’s Guitar als Der lachende Vagabund in der deutschen Version von Fred Bertelmann ein Nummer-eins-Hit.

## Leben

Gambler’s Guitar, 1953

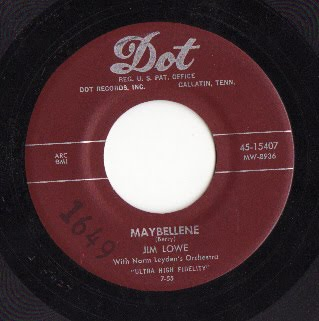
Maybellene, 1955

Lowe arbeitete nach seinem Studium an der University of Missouri-Columbia ab 1948 zunächst in Indianapolis, dann in Chicago als Discjockey. Er erhielt einen Vertrag als Sänger bei Mercury Records und schrieb Country- und Westernsongs, die er selbst aufnahm. Eins dieser Lieder war Gambler’s Guitar, das er selbst im Mai 1953 als Single veröffentlichte. Sein Labelkollege Rusty Draper coverte Gambler’s Guitar und brachte den Song im selben Monat auf demselben Label als Single auf den Markt. Drapers Version stieg auf Platz sechs der Country-Charts und auch in die Popcharts ein, und wurde mehr als eine Million Mal verkauft, während Lowes Version sich mit Position 26 begnügen musste. Im deutschsprachigen Raum wurde Gambler’s Guitar, allerdings mehr als vier Jahre später, als Der lachende Vagabund in einer Version von Fred Bertelmann ebenfalls ein Millionenhit; der Deutsche konnte sogar in den USA mehr als 300.000 Singles seines Covers von Lowes Song verkaufen. Der Belgier Bobbejaan brachte, ebenfalls 1958, eine Version in Niederländisch („De Lachende Vagebond“) in die Hitparade.
Lowe zog kurze Zeit nach dem ersten Erfolg von Gambler’s Guitar nach New York City um, wo er eine Anstellung als DJ bei einem anderen Sender erhalten hatte. 1955 wechselte er die Plattenfirma und unterzeichnete einen Vertrag bei Dot Records. Hier veröffentlichte er den Novelty-Song Close the Door (They're Coming in the Windows), der auch in die Pop Charts einzog. Ab 1955 nahm er vermehrt Rock-’n’-Roll-Songs auf und seine nächste Single war eine Coverversion von Chuck Berrys Maybelline, die nicht in die Popcharts kam, sich jedoch in den Rhythm & Blues Charts von Billboard platzieren konnte. Es folgten weitere Cover von Blue Suede Shoes (1956), im Original ein Hit von Carl Perkins, und Roc-a-Chicka (1957) von Warner Mack.
1956 nahm er einen weiteren Novelty-Song auf, The Green Door, den Komponist Bob Davie mit Texter Marvin Moore geschrieben hatte. Davie (am Klavier) und seine Band spielten die Musik zu Lowes Gesang ein, The High Fives lieferten die Backing Vocals. Am 3. November eroberte der Song die Nummer-eins-Position in der Top-100-Liste der Billboard-Charts. Mehr als 2.500.000 Exemplare der Single wurden verkauft. Auch in Großbritannien kamen Jim Lowe & the High Fives mit The Green Door in die Top 10; den größeren Erfolg hatte hier jedoch eine Coverversion von Frankie Vaughan, die bis auf Platz 2 kam. Erst 1981 kam der Song auch im Vereinigten Königreich auf die Nummer-eins-Position – in einer Neuaufnahme von Shakin’ Stevens.
Lowe hatte einen weiteren Hit, Talkin’ to the Blues, in den Top Twenty und veröffentlichte zwei Alben bei Dot. Doch er „wusste, eigentlich konnte ich nicht singen“, wie er 1971 in einem Interview bekannte. Er konzentrierte sich ab Ende der 1950er Jahre auf seine Hörfunkkarriere. 1962 moderierte er am Samstagabend die Show Monitor bei NBC Radio; im Jahr darauf schloss er sich WNEW-AM an, wo er Gastgeber der Sendungen Milkman’s Matinee und Jim Lowe’s New York war. In diesen Shows stellte er Quizfragen, die ihm den Spitznamen King of Trivia („König des Trivialwissens“) einbrachten.
Von 1969 bis 1973 war er erneut mit Monitor bei NBC, anschließend ging er wieder zurück zu WNEW-AM. Hier wurde er 1982 Programmdirektor; in dieser Zeit änderte der Sender sein Programm von Adult Contemporary zu einem durchgehenden Repertoire von Big-Band-Sound, Popstandards und Jazz. 1992 wurde WNEW-AM an Bloomberg verkauft und das Musikprogramm eingestellt. Von 1996 bis 1999 war Lowe beim Sender WVNJ in Oakland (New Jersey), um anschließend wieder aus New York für verschiedene Kabel-Radiosender seine Shows Jim Lowe and Company bzw. Jim Lowe and Friends zu präsentieren. Er galt als Experte für die Popmusik der 1940er und 1950er Jahre. 2004 zog er sich ins Privatleben zurück.

## Diskografie

### Singles
| Jahr | Titel Album                                               | Höchstplatzierung, Gesamtwochen, AuszeichnungChartplatzierungen (Jahr, Titel, Album, Platzierungen, Wochen, Auszeichnungen, Anmerkungen) | Höchstplatzierung, Gesamtwochen, AuszeichnungChartplatzierungen (Jahr, Titel, Album, Platzierungen, Wochen, Auszeichnungen, Anmerkungen) | Höchstplatzierung, Gesamtwochen, AuszeichnungChartplatzierungen (Jahr, Titel, Album, Platzierungen, Wochen, Auszeichnungen, Anmerkungen) | Höchstplatzierung, Gesamtwochen, AuszeichnungChartplatzierungen (Jahr, Titel, Album, Platzierungen, Wochen, Auszeichnungen, Anmerkungen) | Höchstplatzierung, Gesamtwochen, AuszeichnungChartplatzierungen (Jahr, Titel, Album, Platzierungen, Wochen, Auszeichnungen, Anmerkungen) | Anmerkungen |
| Jahr | Titel Album                                               | DE | AT | CH | UK | US | Anmerkungen |
| ---- | --------------------------------------------------------- | --- | --- | --- | --- | --- | ----------- |
| 1956 | I Feel The Beat By You, By You, By You                    | — | — | — | — | US84 (3 Wo.)US |             |
| 1956 | The Green Door (The Story of) The Little Man in Chinatown | DE19 (4 Wo.)DE | — | — | UK8 (9 Wo.)UK | US1 (26 Wo.)US |             |
| 1957 | Four Walls Talkin’ to the Blues                           | — | — | — | — | US20 (18 Wo.)US |             |

grau schraffiert: keine Chartdaten aus diesem Jahr verfügbar
Weitere Singles
- 1953: Gambler’s Guitar / The Martins and the Coys
- 1954: Pretty Fickle Darlin’ / Go and Leave Me
- 1954: River Boat / Goodbye Little Sweetheart
- 1955: Maybellene / René La Rue
- 1955: St James Avenue / John Jacob Jingleheimer Smith
- 1955: Close the Door / Nuevo Laredo
- 1956: Blue Suede Shoes / (Love Is) The $64,000 Question
- 1957: Rock-A-Chicka / The Bright Light

### Alben
- 1957: Songs They Sing Behind the Green Door
- 1957: The Door of Fame
- 1958: Wicked Woman